# Edificio Millenium
L' Edificio Millenium est un gratte-ciel situé à Santiago, au Chili. Il a été construit en 2000 et mesure 113 mètres de hauteur. 
Il abrite des bureaux.
L'immeuble a été conçu par l'agence Sencorp S.A.